# Pancho Demmings
Pancho Demmings (parfois appelé Pancho Demings ou John Demmings) est un acteur américain de télévision.

## Biographie
Pancho Demmings a quatre sœurs et sept frères. Il a fait ses études à l'université de McAlester à Saint Paul, dans le Minnesota[réf. souhaitée].
Il a joué dans Le Fugitif en 1993.

## Carrière

### Filmographie
- 1999 : L'Enfant du futur de Brian Yuzna : agent McGuire
- 1998 : Very Bad Things de Peter Berg (comme Pancho Demings) : flic
- 1998 : Sexe et autres complications de Don Roos : officier de police
- 1993 : Le Fugitif de Andrew Davis : jeune garde
- 1992 : Equinox de Alan Rudolph

### Télévision
- 2013 : Le Pacte des tricheuses : Détective Joyce
- 2011 : Coupable innocence : Sheriff Burke
- 2008 : Cold Case : Affaires classées : Henry Walters
- 2008 : Murder 101 : New Age (téléfilm) de David S. Cass Jr : Dr Connell
- 2007 : Bones : Agent du FBI Jay Ramirez
- 2006 : Les Experts : Manhattan : Alonzo 'Chopper' Tevis
- 2006 : 24 heures chrono : Commandant de brigade des Marines
- 2003-2005 : NCIS : Enquêtes spéciales : Assistant Médical Gérald Jackson
- 2003 : Alias : agent de la police militaire
- 2002 : Washington Police : agent Jimmy Upland
- 2001 : Division d'élite : agent Reeves
- 2001 : Amours sous thérapie (téléfilm) de Richard Benjamin : Nick
- 2000 : Le mari d'une autre (téléfilm) de Noël Nosseck : Don
- 2000 : Beverly Hills 90210 : personnel paramédical
- 1999 : Premiers secours : policier CD
- 1997 : Star Trek : Voyager : soldat Kradin
- 1996 : Sabrina, l'apprentie sorcière
- 1996 : Le Prince de Bel-Air
- 1996 : Loïs et Clark, les nouvelles aventures de Superman : Flic
- 1995 : Space 2063 : personnel paramédical
- 1993-1995 : La Vie à tout prix